# Ossaea moaensis
Ossaea moaensis är en tvåhjärtbladig växtart som beskrevs av Brother Alain. Ossaea moaensis ingår i släktet Ossaea och familjen Melastomataceae. Inga underarter finns listade i Catalogue of Life.